# Autoodio judío

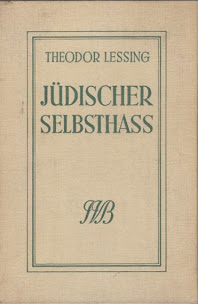
Portada de una edición del libro de Theodor Lessing de 1930 Der jüdische Selbsthass.

Los vocablos "autoodio judío", "judío que se odia a sí mismo" y "autoantisemita" (en hebreo: אוטואנטישמיות‎) son términos peyorativos utilizados para describir a un judío cuyos puntos de vista sobre cualquier tema específico se perciben como antisemitas.
El reconocimiento del concepto se generalizó después de que el filósofo judío alemán Theodor Lessing publicara su libro de 1930 Der jüdische Selbsthaß, que buscaba explicar una inclinación percibida entre los intelectuales judíos a incitar al antisemitismo al expresar sus puntos de vista sobre el judaísmo. Más recientemente, se dice que esta atención al antisemitismo motivado por el odio hacia uno mismo dentro de la diáspora judía se ha convertido en "una especie de término clave de oprobio en y más allá de los debates de la era de la Guerra Fría sobre el sionismo" a la luz de cómo algunos judíos pueden despreciar a toda su población o identidad debido a su percepción del conflicto árabe-israelí.

## Descripciones del concepto
La expresión "judío que se odia a sí mismo" se utiliza a menudo de forma retórica, es decir, hacia los judíos que difieren en sus estilos de vida, intereses o posiciones políticas de los del hablante.
- El uso del término autoodioo también puede designar desagrado u odio hacia un grupo al que uno pertenece. El término tiene una larga historia en los debates sobre el papel de Israel en la identidad judía, donde se utiliza contra los críticos judíos de la política del gobierno israelí.[3]
- Alvin H. Rosenfeld, un autor académico que no utiliza el término "autoodio", descarta tales argumentos como falsos, refiriéndose a ellos como "la ubicua rúbrica crítica a Israel'", afirmando que "una discusión vigorosa sobre la política israelí y acciones no están en duda." [4]
- Alan Dershowitz limita el término "autoodio" a judíos antisionistas específicos que "desprecian todo lo judío, desde su religión hasta el Estado judío", diciendo que no se aplica a todos los "detractores de Israel".[5]
- El historiador académico Jerold Auerbach utiliza el término autoodio judío para caracterizar a "los judíos que perversamente buscan reforzar sus credenciales judías difamando a Israel".[6]
- El historiador cultural Sander Gilman ha escrito: "Una de las formas más recientes de autoodio judío es la virulenta oposición a la existencia del Estado de Israel".[7] Él usa el término no contra aquellos que se oponen a la política de Israel, sino contra los judíos que se oponen a la existencia de Israel.
- El concepto de autoodio judío ha sido descrito por Antony Lerman como "un concepto completamente falso",[8] uno que "no sirve más que para marginar y demonizar a los oponentes políticos",[9] y dice que se utiliza cada vez más. como un ataque personal en las discusiones sobre el "nuevo antisemitismo".[9]
- Ben Cohen critica a Lerman y dice que "no se presenta ninguna evidencia real que respalde nada de esto".[10] El propio Lerman reconoce la controversia sobre si la difamación extrema de Israel equivale a antisemitismo, y dice que el antisemitismo puede disfrazarse de antisionismo,[8] [11] también una preocupación de Rosenfeld y Gilman como se mencionó anteriormente.
- El sociólogo Irving Louis Horowitz reserva el término para los judíos que representan un peligro para la comunidad judía, utilizando "judío que se odia a sí mismo" para describir al llamado "judío de la corte", "que valida la calumnia (contra los judíos) mientras intenta ganarse el favor de amos y gobernantes."
- El historiador Bernard Wasserstein prefiere el término "antisemitismo judío", que, según él, a menudo se denomina "autoodio judío".[12] Pregunta: "¿Podría un judío ser antisemita?", y responde que muchos judíos han "internalizado elementos del discurso antisemita, sucumbido a lo que Theodore Hamerow ha llamado rendición psicológica". Wasserstein continúa diciendo que los judíos que se odian a sí mismos, "afligidos por alguna forma de antisemitismo [,] no se odiaban tanto a sí mismos como a 'otros' judíos".
- El historiador Bernard Lewis describió el autoodio de los judíos como una reacción neurótica al impacto del antisemitismo por parte de los judíos que aceptaban, expresaban e incluso exageraban los supuestos básicos del antisemita.[13]

## Historia

### En la Biblia hebrea
Gili Kluger cree que el odio a uno mismo está presente en las narrativas bíblicas sobre los amalecitas, una nación enemiga descendiente de Esaú, que era hermano de Jacob, el legendario progenitor de Israel. Ella cree que los israelitas veían que Amalec poseía todas las cualidades negativas que los israelitas veían inherentemente dentro de sí mismos. También veían a Amalec como el "hermano no deseado" y el " hijo rechazado ".

### En alemán
Los orígenes de términos como "autoodio de los judíos" se encuentran en las disputas de mediados del siglo XIX entre los judíos ortodoxos alemanes del seminario de Breslau y los judíos reformistas. Cada lado acusó al otro de traicionar la identidad judía, los judíos ortodoxos acusaron a los judíos reformistas de identificarse más estrechamente con el protestantismo alemán y el nacionalismo alemán que con el judaísmo.
Según Amos Elon, durante la asimilación judía en la Alemania del siglo XIX, las presiones conflictivas sobre jóvenes judíos sensibles, privilegiados o talentosos produjeron "una reacción más tarde conocida como 'autoodio judío'. Sus raíces no eran simplemente profesionales o políticas sino emocionales."  Elon utiliza el término "autoodio judío" como sinónimo de antisemitismo judío cuando señala: "Uno de los antisemitas austriacos más destacados fue Otto Weininger, un joven judío brillante" que "publicó Sexo y carácter, atacando Judíos y mujeres." Elon atribuye el antisemitismo judío como una causa del crecimiento general del antisemitismo cuando dice: "El libro (de Weininger) inspiró el típico adagio vienés de que el antisemitismo no se volvió realmente serio hasta que fue adoptado por los judíos".
Según John P. Jackson Jr., el concepto se desarrolló a finales del siglo XIX en el discurso judío alemán como "una respuesta de los judíos alemanes al antisemitismo popular que estaba dirigido principalmente a los judíos de Europa Oriental ". Para los judíos alemanes, el judío de Europa Oriental se convirtió en el "judío malo". Según Sander Gilman, el concepto del "judío que se odia a sí mismo" se desarrolló a partir de una fusión de la imagen del "judío loco" y del "judío autocrítico", y se desarrolló para contrarrestar las sugerencias de que un supuesto estereotipo judío de enfermedad mental se debía a la endogamia. "Dentro de la lógica del concepto, aquellos que acusan a otros de ser judíos que se odian a sí mismos pueden ser ellos mismos judíos que se odian a sí mismos". Gilman dice que "no se puede negar la ubicuidad del odio a uno mismo, y ha moldeado la autoconciencia de aquellos tratados como diferentes quizás más de lo que ellos mismos eran conscientes". : 1 
Los términos específicos "judío que se odia a sí mismo" y "odio a sí mismo judío" sólo se utilizaron más tarde, desarrollándose a partir del uso polémico que hizo Theodor Herzl del término "antisemita de origen judío", en el contexto de su proyecto de política sionista. El concepto subyacente ganó aceptación común en este contexto, "ya que el sionismo era una parte importante de los vigorosos debates que estaban ocurriendo entre los judíos en ese momento sobre el antisemitismo, la asimilación y la identidad judía". Herzl parece haber introducido la frase "antisemita de origen judío" en su libro de 1896, Der Judenstaat (El Estado judío), que lanzó el sionismo político.
Se refería a los "sionistas filantrópicos", judíos asimilados que tal vez desearan permanecer en sus países de origen y al mismo tiempo alentar al proletariado judío (particularmente a los judíos orientales más pobres) a emigrar; sin embargo, no apoyaban el proyecto político de Herzl para un Estado judío. Irónicamente, Herzl pronto se quejó de que su "término polémico"  le era aplicado a menudo, por ejemplo por Karl Kraus. "Los asimilacionistas y antisionistas acusaron a los sionistas de odiarse a sí mismos, de promover la idea del judío fuerte usando una retórica cercana a la de los antisemitas; los sionistas acusaron a sus oponentes de odiarse a sí mismos, de promover la imagen del judío. eso perpetuaría su posición inferior en el mundo moderno." 
El periodista judío austríaco Anton Kuh argumentó en un libro de 1921 Juden und Deutsche (Judíos y alemanes) que el concepto de "antisemitismo judío" era inútil y debería ser reemplazado por el término "autoodio judío", pero era No fue hasta la publicación en 1930 del libro del filósofo judío alemán antinazi Theodor Lessing Der Jüdische Selbsthass (El odio a uno mismo de los judíos) que el término se generalizó. El libro de Lessing "supuestamente traza el viaje de Lessing desde que se odia a sí mismo como judío hasta sionista". En él analiza los escritos de judíos como Otto Weininger y Arthur Trebitsch que expresaron odio por su propio judaísmo. Lessing fue asesinado por agentes nazis poco después de que Hitler llegara al poder.

### En inglés
En inglés, la primera discusión importante sobre el tema tuvo lugar en la década de 1940 por Kurt Lewin, quien fue colega de Lessing en la Universidad de Berlín en 1930. Lewin emigró de Alemania a Estados Unidos en 1933 y, aunque se centró en los judíos, también defendió un fenómeno similar entre los inmigrantes polacos, italianos y griegos en Estados Unidos. El de Lewin fue un relato teórico, declarando que el tema "es bien conocido entre los propios judíos" y apoyando su argumento con anécdotas. Según Lewin, a un judío que se odia a sí mismo "no le gustará todo lo específicamente judío, porque verá en ello lo que lo mantiene alejado de la mayoría que anhela. Mostrará disgusto por aquellos judíos que lo son abiertamente, y frecuentemente nos entregamos al odio hacia nosotros mismos."  Siguiendo el ejemplo de Lewin, el concepto ganó amplia aceptación. "Las décadas de 1940 y 1950 fueron 'la era del odio a uno mismo'. De hecho, estalló una amarga guerra por cuestiones de identidad judía. Fue una especie de 'Guerra Fría judía'..."  en la que se abordaron cuestiones donde la identidad judía fue objeto de polémicos debates. El uso del concepto en los debates sobre la identidad judía –por ejemplo, sobre la resistencia a la integración de los afroamericanos en los barrios judíos– se extinguió a finales de los años 1970, habiendo sido "constantemente vaciado de la mayor parte de sus anteriores aspectos psicológicos, sociales y teóricos y se convirtió en gran medida en un eslogan".
El término fue utilizado de manera despectiva durante la década de 1940 por "sionistas 'militantes'", pero la publicación en 1963 de Eichmann en Jerusalén de Hannah Arendt abrió un nuevo capítulo. Su crítica del juicio como una farsa judicial provocó un acalorado debate público, incluidas acusaciones de autoodio, y eclipsó su trabajo anterior criticando el asimilacionismo de los advenedizos judíos alemanes. En los años siguientes, después de la guerra de los Seis Días de 1967 y la guerra de Yom Kipur de 1973, "la voluntad de dar 'apoyo' moral y financiero a Israel constituyó lo que un historiador llamó 'la definición existencial del judaísmo estadounidense'". "Esto significaba que lo contrario también era cierto: la crítica a Israel llegó a constituir la definición existencial del 'autoodio judío'". Rosenfeld desestima esto diciendo que "se disfraza de victimización" y "difícilmente se puede esperar que sea tomado en serio" ya que las críticas a Israel "proceden a través de todos los medios de comunicación en este país y dentro del propio Israel".
Incluso Commentary, la revista judía que alguna vez había sido "considerada el lugar de reunión de judíos que se odiaban a sí mismos y con compromisos cuestionables con el proyecto sionista", pasó a estar bajo la dirección de Norman Podhoretz para apoyar incondicionalmente a Israel. En su ensayo de 2006 " El pensamiento judío progresista y el nuevo antisemitismo ", Alvin H. Rosenfeld analiza "detenidamente a los autores judíos" cuyas declaraciones van mucho más allá de la "crítica legítima a Israel" y considera la retórica que va má allá de la "crítica legítima de Israel" y que pone en duda "el derecho a seguir existiendo" como antisemita. El uso del concepto de odio a uno mismo en los debates judíos sobre Israel se ha vuelto más frecuente e intenso en Estados Unidos y el Reino Unido, y el tema se debatió particularmente ampliamente en 2007, lo que llevó a la creación de las Independent Jewish Voices británicas. The Forward informó que el grupo estaba formado por "unos 130 judíos, en general de izquierda". Fue el ensayo de Rosenfeld, que no utilizó el término autoodio judío, el que condujo al debate de 2007. Los críticos afirmaron que la acusación de antisemitismo implicaba el autoodio de los judíos hacia quienes criticaban a Israel. Rosenfeld respondió que tales afirmaciones eran "falsas" y, para algunos, una "estafa dialéctica que los validaba como mártires intelectuales". El New York Times informó que el ensayo destacó la cuestión de cuándo "terminan las críticas legítimas a Israel y comienzan las declaraciones antisemitas".

## Explicaciones sociales y psicológicas
El tema ha sido tratado periódicamente en la literatura académica de psicología social sobre identidad social. Dichos estudios "citan con frecuencia a Lewin como evidencia de que las personas pueden intentar distanciarse de la pertenencia a grupos devaluados porque aceptan, hasta cierto punto, las evaluaciones negativas de su grupo sostenidas por la mayoría y porque estas identidades sociales son un obstáculo para la búsqueda de sus objetivos" de estatus social."  La literatura moderna de psicología social utiliza términos como "autoestigmatización", " opresión internalizada " y "falsa conciencia" para describir este tipo de fenómeno. La autora Phyllis Chesler, profesora de psicología y estudios de la mujer, al referirse al autoodio de las mujeres judías, señala a las mujeres judías progresistas que "parecen obsesionadas con el punto de vista palestino". Ella cree que su rabia contra la opresión, la frustración y el patriarcado "se está transfiriendo inconscientemente a Israel".
Kenneth Levin, un psiquiatra de Harvard, dice que el odio hacia sí mismo de los judíos tiene dos causas: el síndrome de Estocolmo, donde "segmentos de la población bajo asedio crónico comúnmente aceptan las acusaciones de sus asediadores, por más intolerantes y escandalosas que sean", así como "la psicodinámica de los niños abusados, quienes casi invariablemente se culpan a sí mismos por su situación, lo atribuyen a ser 'malos' y alimentan fantasías de que al volverse 'buenos' pueden apaciguar a sus abusadores y poner fin a su tormento". Según Howard W. Polsky, "los sentimientos acerca de la marginalidad judía están a menudo a un paso del odio a uno mismo". Luego dice: "El odio hacia sí mismo de los judíos denota que una persona ha adoptado la definición de los gentiles de que los judíos son malos de una forma u otra y que ser judío obstaculizará su éxito o su identidad".

## Uso
Algunos académicos sostienen que el concepto de autoodio judío se basa en una esencialización de la identidad judía. Los relatos sobre el autoodio de los judíos a menudo sugieren que criticar a otros judíos e integrarse en la sociedad gentil revela odio hacia los propios orígenes judíos. Sin embargo, tanto a principios del siglo XX, donde se desarrolló el concepto, como hoy, hay grupos de judíos que tenían "importantes diferencias de identidad basadas en clase, cultura, perspectiva religiosa y educación", y la hostilidad entre estos grupos sólo puede considerarse odio a uno mismo "si uno supone que una identidad judía superior debería tener prioridad sobre otros grupos de judíos".
Sin embargo, esa hostilidad entre grupos a veces se ha basado en parte de la retórica del antisemitismo: "las críticas a subgrupos de judíos que se basaban en la retórica antisemita eran comunes en las discusiones sobre la identidad judía de los siglos XIX y XX". En la práctica, según un académico, si bien ha habido escritores judíos a finales del siglo XIX y principios del XX que emplearon consistentemente una retórica antisemita virulenta sin parecer valorar ningún aspecto del ser judío, con demasiada frecuencia "aquellos que acusan a otros de ser autosuficientes". Los que odian buscan ejemplos de cuándo han criticado a los judíos o al judaísmo, pero ignoran ejemplos de cuándo aquellos a quienes critican han demostrado que valoran ser judíos". Sostiene que el antisemitismo judío no necesariamente equivale a autoodio, lo que implica que "judío antisemita" puede ser un término más exacto. Otros autores también han mostrado preferencia por utilizar "antisemitismo" en lugar de "autoodio". 
El término se utiliza en publicaciones judías como The Jewish Week (Nueva York) y The Jerusalem Post (Jerusalén) en varios contextos, a menudo como sinónimo de judío antisemita. Se utiliza "para criticar a un intérprete o artista que retrata a los judíos de forma negativa; como una descripción abreviada de un supuesto conflicto psicológico en personajes de ficción; en artículos sobre la erosión de la tradición (por ejemplo, el casamiento fuera de casa y la circuncisión); y para descartar a los judíos que critican las políticas israelíes. o prácticas judías particulares."  Sin embargo, el uso más amplio del término actualmente es en relación con los debates sobre Israel. "En estos debates, los sionistas de derecha utilizan la acusación para afirmar que el sionismo y/o el apoyo a Israel es un elemento central de la identidad judía. Por lo tanto, la crítica judía a la política israelí se considera un alejamiento de la identidad judía misma".
Así, algunos de los que han sido acusados de ser un "judío que se odia a sí mismo" han caracterizado el término como un reemplazo de "una acusación de antisemitismo [que] no se mantendrá"  o como "patologizarlos".  Algunos de los que utilizan el término lo han equiparado con "antisemitismo", por parte de aquellos a quienes se dirigen así, o con "los llamados judíos 'ilustrados' que se niegan a asociarse con personas que practican una  'religión atrasada'". EL novelista Philip Roth, quien – debido a la naturaleza de los personajes judíos en sus novelas, como Portnoy's Complaint de 1969  – ha sido acusado a menudo de ser un "judío que se odia a sí mismo", sostiene que todas las novelas abordan dilemas y debilidades humanas (que están presentes en todas las comunidades), y que autocensurarse escribiendo únicamente sobre personajes judíos positivos representaría una sumisión al antisemitismo.
El saxofonista de jazz británico, escritor y antisemita de ascendencia judía de habla hebrea, nacido en Israel, Gilad Atzmon utilizó abiertamente el término para describirse a sí mismo en una entrevista de 2010 para el Correo de Chipre. En esa entrevista, Atzmon se llama a sí mismo un "judío orgulloso que se odia a sí mismo" y también describió como tal a su compañero judío antisemita, el austriaco Otto Weininger. Al mismo tiempo, Atzmon afirmó que considera a un "judío que se odia a sí mismo" como muy diferente a un "judío orgulloso que se odia a sí mismo", considerando que los "judíos orgullosos que se odian a sí mismos" como él y Weininger celebran el odio que sienten por ellos mismos, el pueblo judío, el judaísmo, Israel y cualquier otra cosa que asocien con el judaísmo. Atzmon ha adoptado varias posiciones sobre la historia y la política asociadas con el antisemitismo, incluidas, entre otras, respaldar en su blog la teoría de la conspiración de que "el pueblo judío" está tratando de apoderarse del mundo  (aunque luego modificó la publicación original del blog  para reemplazar "el pueblo judío" por "sionistas"), culpando a todo el pueblo judío por matar a Jesús (incluidos aquellos que ni siquiera habían nacido en ese momento), acusando a Gideon Falter (el presidente de la Campaña Contra el Antisemitismo) de fingir incidentes antisemitas con fines de lucro (Falter luego demandó a Atzmon por difamación, juicio que Atzmon perdió, debiendo asumir los costos legales)  y promover la teoría del negacionismo del Holocausto, e incluso aconsejando públicamente a la gente que leyera libros que niegan el Holocausto, escritos por David Irving. El blog oficial Hatewatch del Southern Poverty Law Center (SPLC), escrito por David Neiwert, señaló que Atzmon era "un autodenominado 'exjudío que se odia a sí mismo' cuyos escritos y pronunciamientos son ricos en teorías conspirativas, trivializaciones y distorsiones del Holocausto, así como apoyo abierto a los grupos terroristas antiisraelíes".

## Controversia y crítica del término
La legitimidad del término (en el uso moderno) sigue siendo controvertida. Según la plataforma judía transdenominacional My Jewish Learning : "Algunos estudiosos han afirmado que al etiquetar a otro judío como alguien que se odia a sí mismo, el acusador está afirmando que su propio judaísmo es normativo –e implicando que el judaísmo del acusado es defectuoso o incorrecto, basado en basado en una métrica de las propias posturas, creencias religiosas u opiniones políticas del acusador. Al discutir con la etiqueta, entonces, el acusado está rechazando lo que se ha definido como judaísmo normativo. El término "autoodio" coloca así a la persona u objeto etiquetado fuera de los límites del discurso y fuera de los límites de la comunidad". Haaretz escribe que el término es utilizado casi exclusivamente hoy en día por la derecha judía contra la izquierda judía, y que dentro de los círculos liberales y de izquierda, "normalmente se considera una broma". Richard Forer, que escribe para The Huffington Post, rechaza la legitimidad del término tal como se usa comúnmente, calificándolo de tan divisivo que hace imposible la tolerancia y la cooperación, erradicando la posibilidad de un entendimiento genuino. Forer escribe: "La noción de que cualquier judío que se dedica a la justicia para todas las personas abriga odio hacia sí mismo desafía el sentido común. Dada la autoestima que se necesita para defender la justicia en medio de una feroz denuncia, una evaluación más precisa es que se trata de judíos que se aman a sí mismos.." 
Jon Stewart, ex presentador de The Daily Show, fue llamado repetidamente "judío que se odia a sí mismo" por personas a las que describió como " fascistas". Considerando que el término equivale a equiparar a alguien con los judíos que se dieron la espalda unos a otros durante el Holocausto, dijo: "Tengo gente que perdí en el Holocausto y yo simplemente... vete a la mierda. ¿Cómo te atreves?". Stewart comentó que la forma en que sus críticos usaban el término (para definir quién es judío y quién no ) siempre la hacían personas que no eran judías. Consideró que esto era "más que nacionalismo ". Stewart también criticó a los judíos de derecha por dar a entender que son los únicos que pueden decidir lo que significa ser judío: "Y no puedes observar [   de la manera que quieres observar. Y nunca pensé que eso venir de hermanos... ¿Cómo se atreven? Que sólo ellos conocen la palabra de Dios y son los que pueden difundirla. No está bien”. A The Hollywood Reporter, le dijo: "Mira, hay muchas razones por las que me odio a mí mismo; ser judío no es una de ellas".
En 2014, Noam Chomsky dijo que los sionistas dividían a los críticos de la política israelí en dos grupos: los no judíos antisemitas y los judíos neuróticos que se odiaban a sí mismos, afirmando:
En realidad, el locus classicus, la mejor formulación de esto, fue por un embajador ante las Naciones Unidas, Abba Eban, el embajador de Israel ante las Naciones Unidas... Informó a la comunidad judía estadounidense que tenían dos tareas que realizar. Una tarea era mostrar que las críticas a la política, lo que él llamó antisionismo (es decir, en realidad críticas a la política del Estado de Israel), eran antisemitismo. Esa es la primera tarea. La segunda tarea, si la crítica fue hecha por judíos, su tarea era demostrar que se trata de un odio neurótico hacia uno mismo que necesita tratamiento psiquiátrico. Luego dio dos ejemplos de la última categoría. Uno era I. F. Stone. El otro era yo. Por lo tanto, tenemos que recibir tratamiento por nuestros trastornos psiquiátricos, y los no judíos tienen que ser condenados por antisemitismo, si critican al Estado de Israel. Es comprensible que la propaganda israelí adopte esta posición. No culpo particularmente a Abba Eban por hacer lo que a veces se supone que deben hacer los embajadores. Pero debemos entender que no existe ningún cargo sensato. No hay nada a qué responder. No es una forma de antisemitismo. Es simplemente una crítica a las acciones criminales de un Estado, punto.

## Términos similares
"Judío que se odia a sí mismo" se utiliza como sinónimo de "judío que se odia a sí mismo". "Judío antisemita" también se puede utilizar como sinónimo. "Judío que se odia a sí mismo" también ha sido comparado con el término "tío Tom" que se utiliza en la comunidad afroamericana.   El término "autoantisemitismo" (en hebreo: אוטואנטישמיות‎, autoantishemiut ) también se utiliza como sinónimo en hebreo. En una columna en Haaretz, Uzi Zilber utilizó el término "gripe judía" como sinónimo de autoodio de los judíos.